# Munții Dachstein
Munții Dachstein sunt un lanț muntos din Alpii Orientali Centrali. În cadrul acestui lanț muntos se află:
- Masivul Dachstein cu vârful Hohen Dachstein (2.995 m);
- Vârful Grimming (2.351 m), situat pe valea râului Enns;
- Vârful Sarstein (1.975 m), situat la nord de valea lui Traun.